# Strassburgi Hugó
Strassburgi Hugó, vagy Hugó Ripelin (latinul: Hugo Ripilius Argentinensis, németül: Hugo Ripelin von Strassburg), (Strasbourg, 1205 körül – Strasbourg, 1270 körül) középkori német teológus.
Albertus Magnus egyik első tanítványa volt. Egy 1268-ban írt Compendium theologicae veritatis című teológiai művet hagyott maga után. Az írás később nagy tekintélynek örvendett, és sokan tévesen magának Albertus Magnusnak tulajdonították. Az viszont megállapítható, hogy Hugó több nézetet valóban mesterétől vett át.

## Művei magyarul
- Szűz Mária dícsérete In: Sík Sándor: Himnuszok könyve, Szent István Társulat, Budapest, 1943, 369–371. o.